# Будівля Секретаріату (Нью-Делі)
Будівля Секретаріату або Центральний Секретаріат (англ. The Secretariat Building) — будівлі, де розташовані деякі офіси міністерств Уряду Індії. Зведена у 1927 році, вона є будинком для деяких найважливіших членів Кабінету міністрів Індії. Розташований на Райсіна Хілл, Нью–Делі, будівлі секретаріату є двома блоками симетричних будівель (Північний і Південний блоки) на протилежних сторонах великої осі Райпас і флангові (будинок Президента) Раштрапаті Бхаван. 

## Історія
Планування Нью–Делі почалося всерйоз після того як Делі став столицею Британсько–індійської імперії у 1911 році. Лютен взяв на себе відповідальність за планування міста та будівництво будинку віце-короля (тепер Раштрапаті Бхаван); Герберт Бейкер, який практикувався протягом двох десятиліть, 1892 – 1912, вступив другим у команду. Бейкер взявся за дизайн наступної найважливішої будівлі, Секретаріату, яка була єдиною будівлею, крім будинку віце–короля, що розташовувалась на Райсіна Хілл. Так як робота покращувалась відносини між Лутйенсом і Бейкером погіршувалися пагорб розміщений Бейкером  з переду будинку віце–короля в значній мірі затемнював будинок віце–короля з першого погляду на Райпас від Воріт Індії, порушив наміри Лютєнса; замість цього, тільки верхню частину купола будинку віце-короля видно здалеку. Щоб уникнути цього, Лютйенс побажав, щоб секретаріат був меншої висоти ніж будинок віце–короля, але Бейкер хотів його такої ж висоти, і врешті–решт наміри Бейкера були виконані. 

Після того як столиця Індії перемістилась в Делі, будівля тимчасового секретеріату була побудована протягом кількох місяців в 1912 році в Північному Делі. Більшість державних установ нової столиці переїхали сюди зі Старого Секретаріату в Старому Делі, за десять років до того нова столиця була відкрита у 1931 році. Багато співробітників приїхали в нову столицю з віддалених частин Британської Індії, в тому числі президії Бенгалу та Мадрасу. Згодом житло було розроблене навколо ринкової площі Голі. 

Стара будівля секретаріату зараз знаходиться біля Законодавчої Асамблеї Делі. Довколишній Парламент був побудований набагато пізніше, і , отже, не був побудований навколо осі Райпас. Будівництво будівлі Парламенту було розпочато в 1921 році, і будівля була відкрита в 1927 році. Сьогодні, територія обслуговується станцією центрального секретаріату, метро Делі. 

## Архітектура

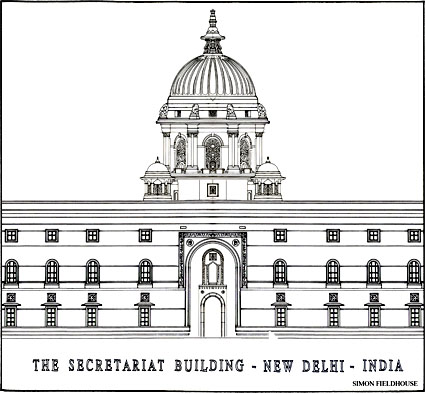
Проєкт будівлі Уряду Індії

Будівля Секретаріату була розроблена видатним британським архітектором Гербертом Бейкером в стилі індо–сарацинського Відродження. Як ідентичні будівля має чотири рівні (поверхи), кожен близько 1000 номерів, у внутрішніх дворах, щоб звільнити місце для майбутнього розширення. В продовження про будинок віце – короля, ці будівлі також потребують крему і червоного пісковика  Дольпур Раджастана, з червоного пісковика формується фундамент. Разом будівлі були розроблені, щоб сформувати два квадрати. Вони мають широкі коридори між різними крилами і широкі сходи на чотирьох поверхах і кожна будівля увінчана гігантським куполом, в той час як кожне крило закінчується балконом з колонами.

Велика частина будівлі виконана в класичному архітектурному стилі, але в нього були включені елементи з Великих Моголів і стиль архітектури раджастхані та мотиви в архітектурі. Ці є очевидними у використанні Джалі, перфорованих екранів, для захисту від пекучого сонця  і мусонних дощів Індії. Ще одна особливість будівлі є купол – як структури відомої як Чхатрі, дизайн унікальний для Індії, використовувався в стародавні часи , щоб дати полегшення для мандрівників, надаючи їм тінь, прихисток від гарячого сонця Індії.

Стиль архітектури використаний в будівлі Секретаріату є унікальним для Райсіна Хілл. Перед головними воротами на будівлях є чотири “ колони домініону “ надані Канадою, Австралією, Новою Зеландією та Південною Африкою. Під час їх відкриття в 1930 році, Індія повинна була також стати найближчим часом Британською колонією. Однак, Індія стала незалежною протягом найближчих 17 років, і Секретаріат став резиденцією влади суверенної Індії. В наступні роки будівля зникла з міста.

## Міністри і офіси в будівлі Секретаріату
Будівля Секретаріату складається з двох будівель: Північний блок та Південний. Обидві будівлі обрамляють Раштрапаті Бхаван. Південний блок будинку розміщується в офісі прем'єр–міністра, Міністерство оборони та Міністерство закордонних справ. Північний блок , перш за все включає в себе Міністерство фінансів і Міністерство внутрішніх справ. Терміни Північний блок та Південний блок часто використовуються для позначення Міністерства фінансів і Міністерства закордонних справ відповідно.  